# Iodothyronin-Deiodasen
Iodothyronin-Deiodasen bilden eine Unterfamilie der Deiodasen. Sie spielen eine entscheidende Rolle für die Aktivierung und Inaktivierung von Iodothyroninen, Thyronaminen und Iodothyroacetaten. Iodothyronin-Deiodasen sind selenabhängige Enzyme.

## Typen
Bei den meisten Vertebraten gibt es drei Iodothyronin-Deiodasen, zwei aktivierende (5′-Deiodasen) und eine inaktivierende (5-Deiodase).
| Typ               | Gen  | Lokalisation                                                                       | Funktion                                                    |
| 5′-Deiodase Typ 1 | DIO1 | u. a. Leber und Niere                                                              | Deiodierung beider Ringe (5-Deiodierung und 5′-Deiodierung) |
| 5′-Deiodase Typ 2 | DIO2 | Herzmuskel, Skelettmuskel, Zentralnervensystem, Fettgewebe, Schilddrüse, Hypophyse | Außenringdeiodierung (5′-Deiodierung)                       |
| 5-Deiodase Typ 3  | DIO3 | Fetales Gewebe und Placenta                                                        | Innenringdeiodierung (5-Deiodierung)                        |

## Mechanismus
Deiodasen modifizieren Iodothyronine, Thyronaminen und Iodothyroacetate, indem sie jeweils ein Iodatom am Innenring (5-Position) oder Außenring (5′-Position) entfernen. Auf diese Weise können Schilddrüsenhormone inaktiviert oder aktiviert werden.
|  |  |  |